# Biblioteca Nueva
Biblioteca Nueva fue una editorial española con sede en Madrid.

## Presentación
Biblioteca Nueva inició su actividad hacia 1916, fundada por José Ruiz-Castillo, y desde entonces publicó ediciones de prestigio en los campos donde centró su actividad. En octubre de 2020 el sello se declaró insolvente.

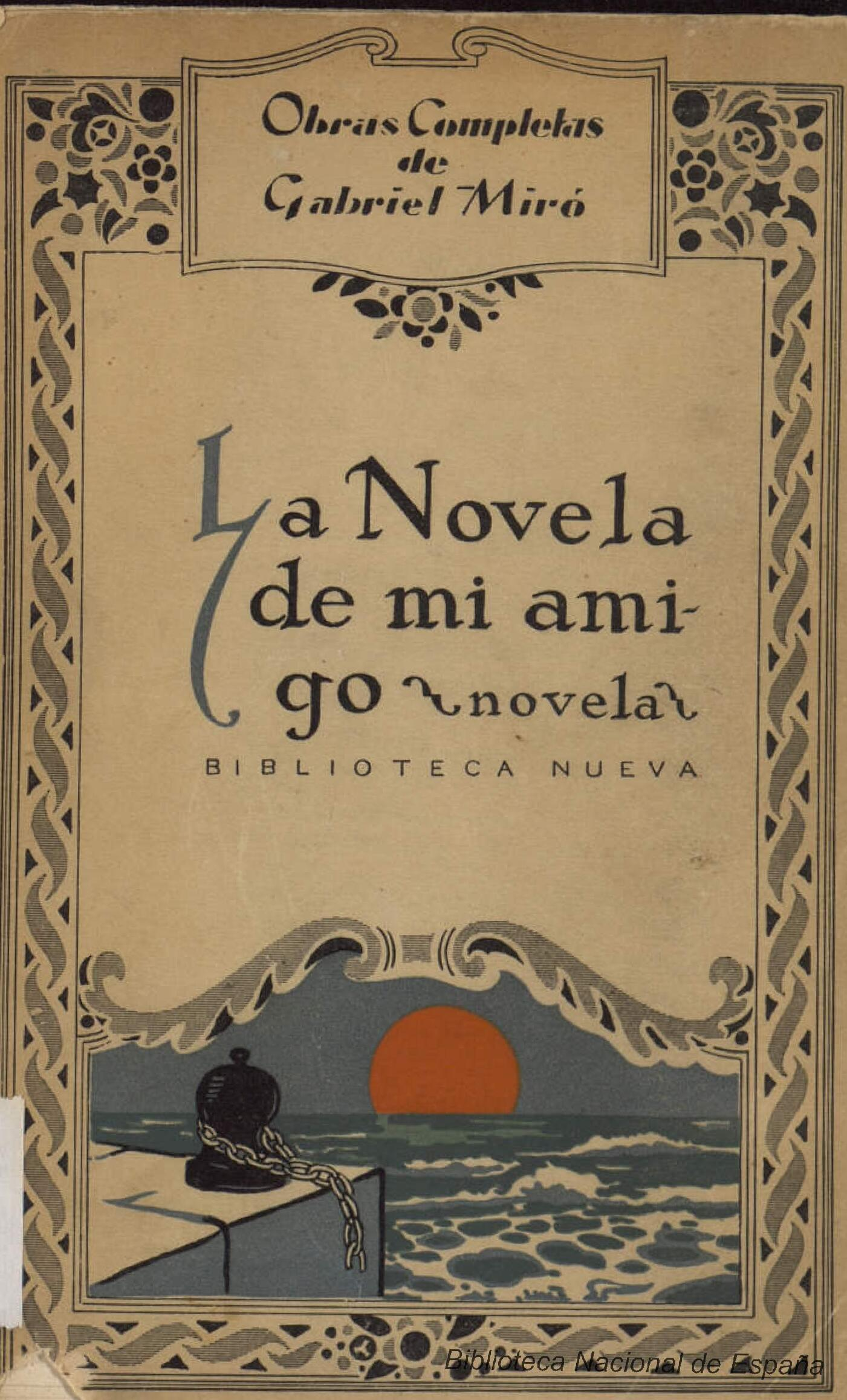
Portada de La novela de mi amigo, por Gabriel Miró, 1926.

Su catálogo abarcó el ámbito de las ciencias sociales. Destacaron sus secciones de literatura, historia, ensayo, filosofía, derecho, psicología o educación. 
Entre sus trabajos más difundidos estuvo la traducción directa del alemán de las Obras completas de Sigmund Freud por Luis López Ballesteros y de Torres.
Entre 1926 y 1930 José Ruiz-Castillo publicó la serie "Obras completas de Gabriel Miró", donde se publicaron 9 títulos.
Entre 1925 y 1929 se publicaron las "Obras escogidas de Juan Valera", donde se publicaron 15 títulos.